# Каваја
Каваја (алб. Kavajë) је град и општина у западној Албанији у истоименој области. Данашња општина формирана је 2015. године реформом локалне самоуправе спајањем бивших општина Каваје, Голем, Хелмас, Луз и Вогал и Синеј, које су постале општинске јединице Каваје. Налази се на неколико километара од обале Јадранског мора. По попису из 2011. у граду је живело 40.094 људи на површини од 198,81 квадратних километара. У самој општини Каваји, према попису из 2011. године, живи 20.192 становника. На северу се граничи са Драчом, на истоку са Тираном, а на истоку са Рогожином. Западно од града налази се Јадранско море.

## Име
Име Каваја први пут се помиње у османским архивама из катастра Санџака Албаније у периоду 1431-1432. У документима, први пут је објављено у делу научника Халила Иналџика.

## Историја

### Рана илирска насеобина
Данашња територија Каваје била је насељена још у периоду касне антике. Сматра се да је илирско племе Тауланти подигло град у области данас познатој као Зикџафај. Након евентуалног римског освајања регије, Каваја је постала део Игњатијевог пута. Пут је изграђен од стране Римљана с циљем повезивања својих колонија које су се простирале од Јадранског мора до Босфора. Чувена битка код Фарсала између Јулија Цезара и његовог главног противника Помпеја одиграла се у близини чувене Кавајске стене, у то време познате под називом Петра.

### Владавина породица Скурај и Матрангај
У другој половини 13. века, па све до раног 15. века, већим делом централне Албаније и њеном околином владало је неколико моћних феудалних породица. Две најважније феудалне породице које су владале Кавајом у том периоду биле су породице Скурај и Матрангај. Породица Скурај, као директан потомак династије која је основала Кнежевину Албанон, контролисала је источни део Каваје. Њихов грб приказивао је лава који стоји на једној нози и покушава да дохвати љиљан. Овај грб ће се касније користити и као главно обележје града Тиране. Околина Каваје носи назив Згурај управо по овој породици која је владала тим регионом.
Породица Матрангај као најмоћнији владари у региону успостављали су своју власт из Баштове, која је била њихово седиште. Они су контролисали већину равнице Мизеке и приморска брда Карпена.

### Отомански период

#### Кавајски пашалук (1775-1831)
Отомански писац и путник Евлија Челебија описао је Кавају у својим мемоарима:
Одавде, кренули смо према истоку низ приобалне равнице залива, гледајући добро развијена села која се зелене и просперитетне фарме и имања, а кад смо стигли видели смо добро штићени и моћни град Кавају. Основан је ... године од стране ..., граничи се с Елбасаном, а њиме влада независни војвода под јурисдикцијом Емина у Драчу. С обзиром да се тврђава у Драчу налази на непродуктивном месту и изолована је, драчки кадија станује овде, док Емин још увек живи у Драчу. Кадија има плату од 150 акчи и има власт над 73 села. Каваја је шармантан град на широкој, равној и плодној равници на крају залива са погледом на исти, а окружен је баштама и виноградима. Има 400 једноспратних и двоспратних терасастих камених кућа са керамичким цреповима и украшеним, дивним баштама, језерима и фонтанама. Ту су изузетне виле са кулама и величанственим куполама. Многе племићке породице живе овде, попут Харис-заде и Паша-заде породица.
Каваја има четири кварта, укључујући ... и ...; и четири саборне џамије, укључујући ... на базару и ... Постоје и четири суседне џамије све са здепастим минаретима и без каменог зидарског рада. Постоје две медресе, али ђаци нису много заинтересовани за учење. Постоје три основне школе и две девришке текије, као и 200 просперитетне и добро чуване продавнице у чаршији. Са обе стране чаршије расту дудови који обезбеђују хладовину. Све радње се могу наћи овде и једна од њих садржи све драгоцене и безвредне предмете. Чаршија је богата и жива, с обзиром да људи из Баштове и Драча долазе да купују робу и производе овде. Постоје два кана за путујуће трговце, такође изграђена од клесаног камена и у њима се могу наћи све врсте тканина.

Нема јавног купатила у чаршији, али се могу наћи преко 40 приватних купатила у бољим кућама - или су ми бар тако рекли. Харис-заде Ага је обећао да ће изградити јавно купатило и тако обезбедити много за људе - нека Бог испуни његову намеру. Нико до сада није предузео такав пројекат. То се сматра непотребним јер племићке породице дозвољавају својим рођацима и пратиоцима да користе њихова приватна купатила. Постоје многи богати бизнисмени и великодушни власници кућа. Каваја има благу климу и људи су веома гостопримљиви.
Шкотски дипломата Дејвид Еркарт описао је своје утиске по доласку у Кавају, у делу из 1831. године:
Следећег дана, у поподневним сатима, стигао сам у Кавају, и на уласку у место, у коме живи између две и три стотине породица Гега, упознао сам Ибрахим-бега, газде овог места и околних територија, у пратњи дивљих и живописних коњаника; сви су се осећали понизно пред својим лидером - човеком кривим за сваки злочин и обојеним свим пороцима, презираним подједнако од стране Турака и Хришћана. Крв његових најближих рођака био је на његовој глави. Он поседује земљу од 50 километара у свим правцима одавде.

Сада сам сасвим био ушао на територију Гега: они су најсевернији од три главна племена у Албанији; први, на југу, били су Чами; други су били састављени од Токсида, Лијапа и других, а простирали су се до града Берата; и трећи, од Берата до планина Црне Горе и Босне, били су Геги. Ови последњи, иако говоре шиптарским дијалектом, или албанским, снажно су обојени славонском крвљу; на југу пак утицај Грчке највише преовладава. Геги имају веома специфичан начин одевања: они носе фустан, или велики бели килт, а кратки горњи део одеће се код њих продужава у сукњу - спушта се ниско до екстремитета око фустана, тако да у потпуности покрива фустан са задње стране. Боје које се уочавају су тамноцрвена и љубичаста; и они, са својим црвеним капама, белим фустанима, црвеним хеланкама и златно везеним прслуцима, одају богатство и раскош својом појавом, нарочито када су окупљени у великом броју. Никада нисам видео било шта лепше од групе деце. Пуноћа тена који, чак и у детињству, баца своју непроменљиву нијансу, овде доприноси заједничком утицају планинама и северу. Мала створења носе минијатурна формална одела њихових родитеља; нежна тамна црвена боја њихових образа је у складу са бојом која надмашује сваку другу боју њихове одеће.

#### Каваја крајем 19. века
Иван Јастребов је записао да је град Каваја у његово време имао око 500 кућа - 300 муслиманских, 200 православних. Налази се на три и по сата северозападно од Пекиња, на 7 од Елбасана, 6 од Тиране и 3 од Драча. Каваја је по Јасребову новији град и сматра да је основан у време Турака (турске владавине тим прострима).

### Године независности

#### Албанско-амерички институт за пољопривреду
Албанско-амерички институт за пољопривреду, или још познат као Албанско-америчка школа пољопривреде и домаће науке, техничка је школа високог образовања основана у Каваји 1926. године од стране  др Чарлса Телфорда Ериксона.
Ериксон је био мисионар у Албанији који је делегагији Ватра понудио политчке савете на мировној конференцији у Паризу 1919. године. Школа је основана с циљем да промовише знање модерне научне пољопривреде и обезбеди темељну обуку исте младим Албанцима.
Школа за девојке је отворена 20. септембра 1926, а за мушкарце 10. октобра исте године. Трошкови школовања износили су 50 златних франги месечно. Ученици су могли да похађају ову школу три године, с тим да је одличним ученицима омогућено још две године додатног школовања. Настава се одвијала на албанском и енглеском језику.
Средства за овај пројекат била су издвојена из фонда Блискоисточне фондације. Након италијанске фашистичке окупације, школа је на кратко носила назив Аграрни институт “Арналдо Мусолини”, у част млађег брата Бенита Мусолинија.

### Други светски рат
На почетку Другог светског рата, око 600 Јевреја живело је у Албанији. Њих 400 били су аустријске и немачке избеглице, али и осталих околних земаља, попут Југославије и Грчке. Највећи број тих избеглица, око 200 њих, одведено је у камп у Кавају. Они су касније нашли уточиште међу локалним становништвом.
Грађани Каваје дали су значајан допринос склањању и сакривању јеврејских избеглица током рата. Имена Михал Лекатари, Бесим Кадију и Шићири Митро налазе се на листи праведника међу народима Јад Вашема.

### Индустријска револуција
Позната пре свега као пољопривредни регион, Кавала је 60их година прошлог века почела да се појављује као важан индустријски центар у Албанији. Следи листа главних индустријских постројења која су деловала у граду:
- Фабрика ексера и вијака (Uzina e Gozhdë-Bulonave) свечано је отворена 28. новембра 1963. године. Користећи кинеску технологију, фабрика је производила ексере, завртње и шрафове. Каснијих година, експанзијом, фабрика је почела да производи и дрвене вијке, металне жице и ланце, железничке вијке, бодљикаве жице и слично. Од 1990. година фабрика је запошљавала 1.200 радника.
- Фабрика папира (Fabrika e Letrës) отворена 28. новембра 1966. године. Користећи такође кинеску технологију, она је производила папир за свеске, књиге и уџбенике, као и топографске папире за званична документа и новине. На свом врхунцу, фабрика је имала 750 запослених радника.
- Фабрика стакла (Fabrika e Qelqit) отворена је крајем јесени 1970. године. Као и друге, користила је кинеску технологију. Производила је стаклену амбалажу и друге стаклене предмете за масовну употребу. Касније је отворен и керамички погон. Године 1975. отворен је нови погон за производњу примесног стакла, али он није дао сјајне резултате. После 1985. године фабрика је почела да производе предмете попут перли, бисера, каменог прстења и слично. Фабрика стакла заједно са керамичким погоном упошљава укупно око 2.500 радника.
- Фабрика за производњу тепиха (Ndërmarrja e Prodhimit të Qilimave) имала је и посебно одељење за производњу бакарних уметнина. Производила је углавном таписерије, тепихе и уметничке предмете од бакра, а упошљавала 3.000 радника.
- Фабрика хране (Fabrika Ushqimore) обрађивала је свеже воће, поврће и хлеб за локално становништво. Такође је производила исто и за извоз. Запошљавала је око 300 радника.

### Антикомунистички устанак
Прва антикомунистичка побуна у Каваји десила се у лету 1988. године, када је организован синдикални штрајк од стране Назмија Ролија, Фатмира Велија, Скендера Германија, Виктора Рапија и других, који су простестовали против смањења броја радних места и лоших услова рада у име оних који су радили у фабрикама стакла и текстила. Наредних месеци су млади, који су били присиљени од стране режима да раде пољопривредним задругама, почели са дистрибуцијом антикомунистичких летака у локалним продавницама, школама и селима у близини. Портрет Енвера Хоџе био је цепан и растрган у главној средњој школи у граду и на аутобуској и тракторској станици. Починиоци су били Ћазим Карићи, Дик Ејупи, Алкет Алуши, Џеват Хилвију, Артан Лајтија, Адем Хилвију, Арбен Гога, Артан Челика, Тахир Окштуни, Јосиф Будо, Михал Будо и други. То су били моћни ударци који су осрамотили државну безбедност и руководство странке. Прве активне демонстрације на улицама Каваје одржане су 26. марта 1990. године. Догађај који је био окидач за демонстрације био је фудбалски меч између локалног клуба Бесе и тиранског клуба Партизани, који је одавно био омиљен властима. Бесни навијачи бацали су заставе на терен, изражавајући тако мржњу према систему. Након утакмице, велики број људи је ухапшен од стране локалне полиције. Огорчени грађани изашли су на улице и спалили градску станицу полиције, што је био први догађај од значаја против режима у то време.

## Географија
Каваја се налази у централном делу албанског региона Западне низије на Јадранској обали. На северу се граничи с Драчом на 41°15' северне географске ширине, а границу преставља река Агеја, која се улива у Драчки залив. На југу се граничи са облашћу Лушња на северног географској ширини 41°, где је река Шкумбин граница. Западно се простире до Јадранског мора, а дужина обале је 36,5 километара. Рт Лађит представља њену најзападнију тачку, на источној географској дужини од 19°25'. На истоку се граничи са Тиранском и Пећинском облашћу. Најекстремнија источна тачка је локалитет Ростеј на источној географској дужини 19°45'. У оквиру ових граница, читава област има површину од 414 квадратних километара.

### Клима
Каваја је смештена у региону медитеранске климе, где су лета топла и сува, а зиме благе и влажне. Просечна температура тла износи између 15,5 и 16 °C.

### Споменици природе
Споменицима природе сматрају се објекти/места живе или неживе природе која поседују изузетне научне, еколошке, културне, историјске или верске вредности. Следећи објекти/места проглашени су споменицима културе овог региона уредбом бр. 767 20. децембра 2002. године: слани извори Голема, сумпоровити извори Флибалије, замак Тура, обалски клифови Бардхора, плажа Карина, морски фосили Тратора, равне стене у Чикалешу, Генералова плажа и крашке пећине у Менгају.

## Демографија
Густина насељености у урбаним срединама Каваје износи 285 становника по квадратном километру, док је у руралним областима тај број много мањи. 57.6% становништва живи у руралним подручјима, док 42,4  % живи у граду. Полна структура становништва је равномерна, односно број мушкараца и жена је прилично уједначен. Само 48% радно способног становништва је упошљено. Од 1990. године, више од 25% од укупног броја становника округа мигрирало је у друге државе, углавном у земље попут Италије, Грчке, Велике Британије, Француске, Немачке, Сједињених Држава и Канаде. Мањи број људи преселио се у суседни Драч и главни град Тирану.

## Образовање
Прва школа на албанском језику отворена је у Каваји 1887. године. Област Каваја успоставила је државни и приватни школски систем који служи за образовање деце и омладине. Образовне установе које раде у Каваји наведене су испод:
- 50 вртића на територији округа, од тога 7 у самој општини, а 43 у околини, а постоје и два приватна вртића
- 42 државне основне школе, 6 у самој општини, а осталих 36 у околним местима; додатно постоје и 2 приватне основне школе
- 7 средњих школа гимназија, од којих су 3 у самој општини, а 4 у околини
- 2 опште средње школе широм округа. Средња школа Александар Мојсију налази се у општини, а средња школа Хаџи Ћехај у општини Рогозина; и две професионалне срење школе, од којих једна у општини Каваја, а друга у општини Голем

## Пољопривреда
У Каваји су клима и земљиште погодни за узгој воћа и поврћа, између осталих јагоде и артичоке. 2.451 хектар пољопривредног земљишта користи се за узгој поврћа, где је принос 18,7 тона по хетару.
Свеже поврће попут парадајза, паприке, патлиџана, краставца, празилука, купуса, бораније, бамије, спанаћа, шаргарепе и других сади се на 1.214 хетара земље са приносом од 17,9 тона по хетару. Сушено поврће, као што су бели и црни лук сади се на 370 хектара земље, а приноси су 7,5 тона по хектару. Лубенице и диње се саде на површини од 867 хектара, а дају приносе од 24,5 тона по хектару. Кромпир се сади на 450 хектара земљишта, а приноси су 9,4 тона по хектару. Пасуљ покрива територију од 1.415 хектара, где даје принос од 1,6 тоне по хектару.
Сточна храна се такође доста узгаја, на пример сено, детелина и кукуруз; ови засади покривају површину од 6.924 хектара, а приноси износе 29,1 тона по хектару. Највећа је производња сена.

## Здравствена заштита
Читав систем јавних и приватних здравствених установа у округу ради на пружању услуга и брине се о здрављу својих грађана. У општини ради 178 лекара и 240 сестара и асистената. Постоје 5 болница, 11 домова здравља и 66 амбуланти. Године 2008. централна влада обезбедила је средства за изградњу нове болнице у граду, а иста је званично отворена 3 године касније.